# Sergiu Comissiona
Sergiu Comissiona   (Bucarest, 16 de juny de 1928 - Oklahoma City, 5 de març de 2005) ser un director i violinista romanès-israelià-americà .

## Biografia
Nascut a Bucarest, en una família jueva, va començar els estudis de violí als cinc anys, va ser contractat com a violinista per l'Ensemble Estatal Romanesa quan encara era adolescent, debutant a la direcció als 17 anys, va ser nomenat director principal de l'Òpera Nacional de Romania, que va dirigir del 1955 al 1959.

## Carrera
Va fugir del règim comunista el 1959 i va emigrar a Israel. El 1960 va fundar l'Orquestra de Cambra Ramat Gan, que va dirigir fins al 1967. També va dirigir la Simfònica de Haifa des del 1959 fins al 1966. Va fer el seu debut americà amb l'Orquestra de Filadèlfia el 1965 i va emigrar als Estats Units el 1968. Més tard va ser també director musical de l'Orquestra Simfònica de Göteborg, Suècia, i del 1966 al 1977, va esdevenir director titular de la Filharmònica de la Ràdio dels Països Baixos a Hilversum, Països Baixos, el 1982. Comissiona també va ocupar direcció musical amb alguns dels principals conjunts nord-americans, inclosa la Baltimore Symphony Orchestra, la Houston Symphony, la Vancouver Symphony Orchestra i també va ser director musical de l'Òpera de Nova York.
A partir del 1969 va passar 15 anys amb l'Orquestra de Baltimore i la va transformar d'un conjunt poc conegut en una orquestra respectada a escala nacional, que finalment va portar a la seva primera gira internacional i la va dirigir en els seus primers enregistraments. També va ser el director musical de l'Asian Youth Orchestra. Comissiona va ser director principal de l'orquestra de la xarxa de radiodifusió espanyola a Madrid, l'Orquestra Simfònica de RTVE, del 1990 al 1998.
Des de 1997 fins a la seva mort, Comissiona va ser director de la Simfònica de la Thornton School of Music de la Universitat del Sud de Califòrnia.

## Estrena mundial i altres representacions notables
Va estrenar i va fer els primers enregistraments d'una sèrie d'obres modernes, incloent-hi simfonies d'Allan Pettersson, que li va dedicar la seva Simfonia núm. 9, així com obres de Michael Jeffrey Shapiro i Elie Siegmeister. Comissiona va dirigir An Entertainment for Violin, Piano and Orchestra de Siegmeister al "Pavelló Merriwether Post" el 2 de juliol de 1976 amb Ann Saslav, piano i Isidor Saslav, el concertista de la BSO, com a solistes. Els saslavs havien encarregat l'obra a Siegmeister.
El 1968, Comissiona va dur a terme la primera representació de Rued Langgaard de Music of the Spheres (des de 1922), cosa que va provocar un renaixement de la música de Langgaard.

## Vida personal
Comissiona i la seva dona es van convertir en ciutadans nord-americans el 4 de juliol de 1976, en una cerimònia especial del Bicentenari a Fort McHenry al port de Baltimore. Va ser un resident de llarga data a la ciutat de Nova York. Va morir d'un atac de cor a Oklahoma City Oklahoma, poques hores abans d'actuar.

## Distincions i guardons
El van fer cavaller de l'Ordre de les Arts i les Lletres de França; va rebre un Mus D. honoris causa del "New England Conservatory de Boston", Massachusetts; va ser membre honorari de la Reial Acadèmia de Música de Suècia i fundador del concurs nacional per a joves directors nord-americans de lOrquestra Simfònica de Baltimore.